# Herbert Scherpe
Herbert Scherpe, född 20 maj 1907 i Gleiwitz, död 23 december 1997 Mannheim, var en tysk SS-Oberscharführer och dömd krigsförbrytare.
Under andra världskriget var han sjukvårdare i Auschwitz. I Block 20 dödade han arbetsodugliga fångar genom fenolinjektioner. Vid Första Auschwitzrättegången 1963–1965 dömdes Scherpe till fyra och ett halvt års fängelse.